# Jour ouvrable en France
Un jour ouvrable est un « jour qui n'est pas férié, qui n'est pas légalement chômé ».
Les jours ouvrables correspondent à tous les jours du calendrier à l'exception des jours fériés et du jour de repos hebdomadaire (généralement le dimanche). Dans une semaine « normale » sans jour férié, il y a 6 jours ouvrables. L’entreprise fonctionne en jours ouvrés. Pour la personne qui travaille un jour ouvré, ce jour est un jour effectif.

## Code du travail
Au sens précis du droit du travail français, il s'agit d'un jour où il est possible de travailler. Le Code du travail définit les jours fériés dans l'article L3133-1.
Les fêtes légales ci-après désignées sont des jours fériés :
1. Jour de l'an (1er janvier) ;
2. Lundi de Pâques ;
3. Journée internationale des travailleurs (1er mai) ;
4. Armistice de la guerre 39-45 (8 mai) ;
5. Ascension ;
6. Lundi de Pentecôte ;
7. Fête nationale française (14 juillet) ;
8. Assomption (15 août) ;
9. Toussaint (1er novembre) ;
10. Armistice de la guerre 14-18 (11 novembre) ;
11. Noël (25 décembre).

C'est l'article L3131-1 du Code du travail qui dispose que : « Tout salarié bénéficie d'un repos quotidien d'une durée minimale de onze heures consécutives ». Dans ce cas, il est défini comme le jour légal de repos.
En général, on considère comme ouvrables les jours du lundi au samedi inclus. Si l'entreprise n'est pas concernée par une exception, soit par son activité ouverte le dimanche ou que les conventions collectives du métier précisent une règle spécifique, c'est l'article L. 3131-2 du Code du travail qui dispose que : 

« Une convention ou un accord collectif de travail étendu ou une convention ou un accord d'entreprise ou d'établissement peut déroger à la durée minimale de repos quotidien, dans des conditions déterminées par décret, notamment pour des activités caractérisées par la nécessité d'assurer une continuité du service ou par des périodes d'intervention fractionnées. Ce décret prévoit également les conditions dans lesquelles il peut être dérogé à cette durée minimale à défaut de convention ou d'accord et, en cas de travaux urgents en raison d'un accident ou d'une menace d'accident, ou de surcroît exceptionnel d'activité. »

— Article L3131-2 du code du travail
Ainsi, le jour créé pour les personnes du troisième âge peut être travaillé ou pas en fonction de l'usage de l'entreprise, de la profession (accord interprofessionnel national). Mais il doit être payé par l'entreprise comme contribution obligatoire.

## Acception parlementaire
En politique, un jour ouvrable désigne un jour au cours duquel le Parlement peut tenir une séance. Ainsi, la session ordinaire débute le premier jour ouvrable d'un mois fixé (octobre en France). En France, les jours ouvrables « traditionnels » sont le mardi, le mercredi et le jeudi. Mais comme ils ne sont pas fixés par la loi, rien n'interdit à l'Assemblée nationale ou au Sénat de fixer un autre jour de la semaine (dimanche compris).